# Николай (Клементьев)
Архиепископ Николай (в миру Николай Фёдорович Клементьев; 6 (18) октября 1875, село Лосево, Нерехтский уезд, Костромская губерния — 31 декабря 1937, Казахстан) — епископ Русской православной церкви, архиепископ Великоустюжский.
Причислен к лику святых Русской православной церкви в августе 2000 года.

## Биография
Родился в семье священника Феодоровской церкви села Лосево Нерехтского уезда Костромской губернии (ныне Комсомольский район Ивановской области) Федора Николаевича Бардакова. Восприемниками при таинстве крещения были священник Сретенской церкви Иоанн Доброхотов и старшая сестра Мария Бардакова.
Окончил Санкт-Петербургскую духовную академию (1899 год) со степенью кандидата богословия.
С 1899 года — преподаватель логики Александро-Невского духовного училища.
С 1900 года — преподаватель латинского языка Александро-Невского духовного училища.
С 7 мая 1904 года — священник Георгиевской церкви на Большеохтенском кладбище в Санкт-Петербурге.
С 5 сентября 1904 года — законоучитель Охтенского детского приюта в Санкт-Петербурге.
С 7 декабря 1908 года — священник Свято-Духовской церкви на Большой Охте в Санкт-Петербурге. С 22 марта 1919 года — настоятель этой церкви.
С 7 апреля 1919 года — протоиерей.
В 1920—1922 годах — благочинный 10-го благочиния Петроградских церквей.
В 1922 году был арестован по делу о сопротивлении изъятию церковных ценностей («дело митрополита Вениамина») и осуждён к трём годам тюремного заключения со строгой изоляцией. Через девять месяцев освобожден.
В рапорте епископа Лужского Мануила от 11 ноября/29 октября 1923 года на имя патриарха Тихона: «Горький опыт истекшего периода разрухи церковной жизни Петроградской епархии вынуждает меня ходатайствовать перед Вашим Святейшеством о восстановлении вдовствующей кафедры Охтенского викариатства Петроградской епархии. Возглавление ея в настоящий момент положит предел той смуте среди единоверцев, которая создалась у них за это время», рекомендовав кандидатом «…всеми любимого вдового протоиерея Н.Клементьева, 17 лет служащего в Охтенском соборе»… и просил совершить хиротонию в Петрограде — «в интересах торжества православия». Патриарх Тихон наложил резолюцию: «разрешить и командировать для хиротонии архиепископа Петра».
Хиротония тогда не состоялась, и в рапорте епископы Кронштадтский Венедикт и Шлиссельбургский Григорий от 28 мая 1924 года повторно просили поставить Николай Клементьева в викарного епископа: «Викарий необходим в связи с тяжелыми условиями церковной жизни. Отзыв очень благожелательный. Просят назвать Охтенским, а не Тосненским, хотя Охтенский викарий единоверческий, но они в настоящее время не имеют своего кандидата и возможно временное использование этого титула».
По пострижении в монашество, 23 июня 1924 года рукоположён во епископа епископ Сестрорецкого, викария Петрограсдкой епархии. Хиротонию возглавлял патриарх Тихон.
Выступал против обновленческого движения. 18 декабря 1925 года был арестован «за объезд церквей приходских и служения в них» и сослан на три года в Восточную Сибирь. Ссылку отбывал в Иркутской губернии.
В 1929—1931 годах жил в Твери, получил право вернуться в Ленинград лишь в 1931 году. Спустя два года был вынужден покинуть город.
С 22 марта 1933 года — епископ Никольский и управляющий Великоустюжской епархией.
15 мая 1934 года направил заместителю Патриаршего местоблюстителя митрополиту Сергию (Страгородскому) рапорт, в котором поздравлял его с возведением в достоинство митрополита Московского и Коломенского.
С 9 июля 1934 года — архиепископ Великоустюжский.
7 декабря 1935 года был арестован и обвинён в том, что «организовал вокруг себя наиболее реакционную и а-с (антисоветскую) настроенную часть духовенства, с которыми под предлогом заседания епархиального совета и разных празднеств устраивает сборища, обсуждая на них вопросы противодействия мероприятиям сов. Власти». 3 сентября 1936 года на заседании тройки НКВД СССР был приговорён к ссылке в Казахстан на пять лет. Ссылку отбывал в селе Ванновка Тюлькубасского района Южно-Казахстанской области.

## Последний арест и мученическая кончина
23 декабря 1937 года арестован местным райотделом НКВД, обвинён в антисоветской деятельности, виновным себя не признал. Тройкой УНКВД по Южно-Казахстанской области 30 декабря 1937 года был приговорён к расстрелу и расстрелян на следующий день.
Вместе с ним погибли, не признав своей вины:
- Священник Иван Николаевич Миронский (1877—1937).
- Священник Владимир Григорьевич Преображенский (1873—1937).
- Виктор Матвеевич Матвеев («странник Виктор», известный как прозорливый старец) (1871—1937).

Все они причислены к лику святых Новомучеников и Исповедников Российских на Юбилейном Архиерейском соборе Русской православной церкви в августе 2000 года.